# 沃洛夏
49°30′10″N 23°36′12″E / 49.50278°N 23.60333°E
沃洛夏（烏克蘭語：Волоща），是烏克蘭的村落，位於該國西部利沃夫州，由德羅霍貝奇區負責管轄，始建於1400年，面積29平方公里，2018年人口1,250，人口密度每平方公里43.1人。